# Hàng không năm 1909
Đây là danh sách các sự kiện hàng không nổi bật xảy ra trong năm 1909:

## Các sự kiện
- Fort Omaha trở thành trường dạy các kiến thức về khí cầu đầu tiên cho các quân nhân của Quân đội Hoa Kỳ.

### Tháng 2
- 23 tháng 2 - John McCurdy thực hiện chuyến bay đầu tiên của một chiếc máy bay ở Canada trên chiếc Silver Dart. Anh ta bay xa 2640 feet tại Baddeck, Cape Breton.

### Tháng 5
- 14 tháng 5 - Samuel Cody thực hiện chuyến bay đầu tiên của một chiếc máy bay ở Vương quốc Anh với quãng đường hơn 1 dặm (1.6 km) trên chiếc British Army Aeroplane No. 1.

### Tháng 7
- Cuộc triển lãm hàng không quốc tế mở rộng ở Frankfurt (bây giờ được biết đến như ILA và đều đặn được diễn ra ở Berlin).
- 19 tháng 7 - Hubert Latham cố gắng thực hiện một chuyến bay ngang qua Kênh đào Anh. Anh ta bay xa 11 dặm từ Calais và hạ cánh xuống nước.
- 25 tháng 7 - Louis Blériot tuyên bố số tiền thưởng 1.000 bảng từ tờ báo Daily Mail của Anh cho phi công đầu tiên bay xuyên qua Kênh đào Anh đã thuộc về anh ta. Anh ta đã thực hiện chuyến bay trên chiếc máy bay của anh ta có tên là Blériot Type XI từ Les Barraques (gần Calais) đến Đồng cỏ Northfall (gần Dover Castle) trong 37 phút. Blériot cũng được nhận thêm 3.000 bảng từ chính phủ Pháp.

### Tháng 8
- Cuộc đua hàng không đầu tiên được diễn ra ở Reims. Glenn Curtiss đã chiến thắng ở giải thưởng chính.

### Tháng 9
- 8 tháng 9 - Samuel Cody bay từ Aldershot đến Farnborough và quay trở về (46 dặm trong 1 giờ 3 phút). Đây là chuyến bay được ghi nhận bay xuyên qua Vương quốc Anh đầu tiên.

### Tháng 10
- Die Deutsche Luftschiffahrt Aktiengessellschaft (Công ty vận chuyển khí cầu Đức) (DELAG) trở thành công ty hàng không đầu tiên trên thế giới, được thành lập ở Frankfurt.
- 22 tháng 10 - Raymonde de Laroche trở thành người phụ nữ đầu tiên trở thành phi công và bay một mình trên một chiếc máy bay.
- 26 tháng 10 - Marie Marvingt trở thành người phụ nữ đầu tiên trở thành phi công trên khí cầu bay xuyên Biển Bắc và Kênh đào Anh từ Châu Âu đến Anh.
- 30 tháng 10 - John Moore-Brabazon trên chiếc máy bay của hãng Short Brothers đã bay vòng quanh Vương quốc Anh và giành giải thưởng 1.000 bảng từ báo Daily Mail.

### Tháng 11
- 3 tháng 11 - Alec Ogilvie được cấp bằng sáng chế cho chiếc đồng hồ đo vận tốc (máy bay).
- 4 tháng 11 - John Moore-Brabazon đã thực hiện một chuyến bay chở hàng hóa tươi sống đầu tiên, khi ông mang một con lợn nhỏ trong một cái giỏ được buộc vào máy bay
- 16 tháng 11, Thành lập công ty vận tải hàng không đầu tiên trên thế giới, DELAG (Công ty hàng không Đức).

### Tháng 12
- 5 tháng 12 - George Taylor trở thành người đầu tiên bay trên một chiếc máy bay ở Australia, trên một chiếc tàu lượn do anh ta thiết kế. Cùng ngày, Florence Taylor trở thành người phụ nữ đầu tiên ở Australia bay trên một chiếc máy bay, trên một chiếc tàu lượn do chống cô thiết kế.

## Bắt đầu phục vụ

### Tháng 3
- Khí cầu Zeppelin LZ 3 biên chế trong Quân đội Đức với tên gọi Z 1

### Tháng 8
- 1 tháng 8 - Wright 1908 Flyer biên chế trong Quân đội Hoa Kỳ với tên gọi Aeroplane No. 1